# (37744) 1996 XU14
(37744) 1996 XU14 est un objet de la ceinture principale d'astéroïdes intérieure découvert en 1996.

## Description
(37744) 1996 XU14 a été découvert le 8 décembre 1996 à la Station Catalina, un observatoire astronomique situé dans les Monts Santa Catalina à environ 29 kilomètres au nord-est de Tucson dans l'Arizona, par Carl W. Hergenrother.

### Caractéristiques orbitales
L'orbite de cet astéroïde est caractérisée par un demi-grand axe de 1,96 ua, un périhélie de 1,75 ua, une excentricité de 0,11 et une inclinaison de 16,30° par rapport à l'écliptique. Du fait de ces caractéristiques, à savoir un demi-grand axe inférieur à 2 ua et un périhélie supérieur à 1,666 ua, il est classé, selon la JPL Small-Body Database, objet de la ceinture principale d'astéroïdes intérieure.

### Caractéristiques physiques
(37744) 1996 XU14 a une magnitude absolue (H) de 14,9 et un albédo estimé à 0,346.